# Conejos megye
Conejos megye az Amerikai Egyesült Államokban, azon belül Colorado államban található. Megyeszékhelye Conejos, legnagyobb városa Manassa. Lakosainak száma 7461 fő (2020. április 1.).

## Szomszédos megyék
- Rio Grande megye (észak)
- Alamosa megye (északkelet)
- Costilla megye (kelet)
- Taos megye (délkelet)
- Rio Arriba megye (dél)
- Archuleta megye (dél)

## Népesség
A megye népességének változása:
| Lakosok száma | 8278 | 8308 | 8275 | 8277 | 8130 | 7461 |
|               | 2010 | 2011 | 2012 | 2013 | 2015 | 2020 |